# Municipio de St. Marys (Carolina del Norte)
El municipio de St. Marys (en inglés: St. Marys Township) es un municipio ubicado en el  condado de Wake en el estado estadounidense de Carolina del Norte. En el año 2010 tenía una población de 58.484 habitantes.

## Geografía
El municipio de St. Marys se encuentra ubicado en las coordenadas 35°42′53.55″N 78°36′41.01″O / 35.7148750, -78.6113917.